# Théorème de Budan
Le théorème de Budan s'énonce ainsi :
Étant donné une équation polynomiale p(x) = 0 de degré m, si on substitue à x, x + a et x + b, pour deux nombres a et b (a < b) et si, après chaque substitution, on compte les variations de signe que présente la suite des coefficients de p(x + a) et p(x + b), alors le nombre des racines de p(x) = 0 comprises entre a et b ne surpasse jamais celui des variations perdues de p(x + a) à p(x + b), et, quand il est moindre, la différence est toujours un nombre pair. 
Ce théorème date de 1807 ,, nommé en honneur à François Budan de Boislaurent, et est à l'origine de la méthode de Budan-Fourier.